# Mesiter
Mesiter (Mesitornithidae) är en familj med fåglar vars evolutionära härstamning är osäker. De är små, näst intill flyoförmögna fåglar endemiska för Madagaskar. Vanligen är de brunaktiga med ljusare undersida. Familjen kallades tidigare duvrallar och placeras idag ofta i den egna ordningen mesitfåglar (Mesitornithiformes).

## Taxonomi
Eftersom de morfologiskt har vissa likheter med exempelvis fasaner fördes de tidigare till ordningen hönsfåglar (Galliformes). Efter DNA-studier som visade att de inte tillhör kladen Galloanserae, och därmed inte kan tillhöra ordningen Galliformes, så placerades de förslagsvis i ordningen Tran- och rallfåglar (Gruiformes). Idag placeras de ofta i den egna ordningen Mesitornithiformes, men även detta är omdiskuterat.
Historiskt har denna familj även ansetts vara besläktade med både duvfåglar (Columbiformes) och strömstarar (Cinclidae). Det senare är definitivt felaktigt medan det finns indikationer på att familjen kan vara besläktad med Columbiformes men dock inte på nära håll. De verkar också vara besläktade med fåglarna kagu (Rhynochetos jubatus), solrall (Eurypyga helias) och kanske också de båda arterna inom det utdöda släktet Aptornis som levde på Nya Zeeland. Alla dessa arter förs idag till ordningen Gruiformes, och härstammar alla från Gondwana, precis som mesiterna. Kagu och solrall tillhör också några av de få arter som har så kallat puderdun. Trots detta är de data som pekar mot ett släktskap mellan dessa udda tran- och rallfåglar (och möjligtvis duvfåglarna) för svaga för att man ska kunna dra några fasta slutsatser.. Ett ytterligare problem är att det har utförts få fylogenetiska analyser på mesiter.
Familjen delas upp två släkten, Mesitornis med två arter, och Monias med en art:
- Vitbröstad mesit (Mesitornis variegata)
- Brun mesit (Mesitornis unicolor)
- Bågnäbbad mesit (Monias benschi)

## Utbredning och ekologi
Mesiterna är endemiska för Madagaskar där de lever i skog- och buskbiotoper. Deras föda består av insekter och frön. Den vitbröstade- och den bruna mesiten födosöker på marken där de plockar insekter från blad medan den bågnäbbade meriten använder sin långa näbb för att finna föda i marken. De är ljudliga fåglar som försvarar sina revir med läten som påminner om sången från tättingar. Ofta lägger de ett vitt ägg i ett bo som placeras i en buske. De båda arterna i släktet Mesitornis lever i monogama förhållanden medan den bågnäbbade mesiten är polygam och till skillnad från de båda andra arterna skiljer sig fjäderdräkten hos denne tydligt åt mellan könen.

## Status och hot
Alla tre arter inom familjen är hotade och listas av IUCN som sårbara (VU) och utvecklingstrenden anses vara kraftigt nedåtgående. Ingen av arterna står under någon form av skydd och är inte heller föremål för något pågående program för bevarande. De främsta hoten mot arterna är biotopförstöring och introducerade arter.